# Antipathes zoothallus
Antipathes zoothallus är en korallart som beskrevs av Ferdinand Albin Pax 1932. Antipathes zoothallus ingår i släktet Antipathes och familjen Antipathidae. Inga underarter finns listade i Catalogue of Life.